# Tournoi de tennis de Cleveland
Le tournoi de Cleveland (Ohio, États-Unis) est un tournoi de tennis professionnel féminin du circuit WTA et masculin du circuit ATP.
La 1re édition féminine est organisée en 1973 et est remportée par Chris Evert en simple. Le tournoi disparait alors pour réapparaitre au calendrier WTA en 2021.
L'édition masculine a été organisée entre 1972 et 1985. Le tournoi a été joué sur surface dure en extérieur en 1972 et de 1978 à 1985 et sur moquette en intérieur en 1973 et 1976.
Le tournoi masculin disparait en 1986 et revient en catégorie Challenger à partir de 2018.

## Palmarès dames

### Simple
| No | Date       | Nom et lieu du tournoi                                   | Catégorie      | Dotation       | Surface        | Vainqueure          | Finaliste             | Score          |                |
| -- | ---------- | -------------------------------------------------------- | -------------- | -------------- | -------------- | ------------------- | --------------------- | -------------- | -------------- |
| 1  | 23-07-1973 | Marie O. Clark Memorial, Cleveland                       | USTA Tour      | 25 000 $       | Dur (ext.)     | Chris Evert         | Linda Tuero           | 6-0, 6-0       | Tableau        |
|    | 1974-2020  | Pas de tournoi                                           | Pas de tournoi | Pas de tournoi | Pas de tournoi | Pas de tournoi      | Pas de tournoi        | Pas de tournoi | Pas de tournoi |
| 2  | 22-08-2021 | Tennis in the land, Cleveland                            | WTA 250        | 235 238 $      | Dur (ext.)     | Anett Kontaveit     | Irina-Camelia Begu    | 7-65, 6-4      | Tableau        |
| 3  | 21-08-2022 | Tennis in the land, Cleveland                            | WTA 250        | 251 750 $      | Dur (ext.)     | Liudmila Samsonova  | Aliaksandra Sasnovich | 6-1, 6-3       | Tableau        |
| 4  | 21-08-2023 | Tennis in the Land, Cleveland                            | WTA 250        | 259 303 $      | Dur (ext.)     | Sara Sorribes Tormo | Ekaterina Alexandrova | 3-6, 6-4, 6-4  | Tableau        |
| 5  | 18-08-2024 | Tennis in the Land powered by Rocket Mortgage, Cleveland | WTA 250        | 267 082 $      | Dur (ext.)     | McCartney Kessler   | Beatriz Haddad Maia   | 1-6, 6-1, 7-5  | Tableau        |

### Double
| No | Date       | Nom et lieu du tournoi                                  | Catégorie      | Dotation       | Surface        | Vainqueures                 | Finalistes                      | Score             |                |
| -- | ---------- | ------------------------------------------------------- | -------------- | -------------- | -------------- | --------------------------- | ------------------------------- | ----------------- | -------------- |
| 1  | 23-07-1973 | Marie O. Clark Memorial Cleveland                       | USTA Tour      | 25 000 $       | Dur (ext.)     | Ilana Kloss Pat Pretorius   | Janice Metcalf Laurie Tenney    | 1-6, 7-6, 6-1     | Tableau        |
|    | 1974-2020  | Pas de tournoi                                          | Pas de tournoi | Pas de tournoi | Pas de tournoi | Pas de tournoi              | Pas de tournoi                  | Pas de tournoi    | Pas de tournoi |
| 2  | 22-08-2021 | Tennis in the land Cleveland                            | WTA 250        | 235 238 $      | Dur (ext.)     | Shuko Aoyama Ena Shibahara  | Christina McHale Sania Mirza    | 7-5, 6-3          | Tableau        |
| 3  | 21-08-2022 | Tennis in the land Cleveland                            | WTA 250        | 251 750 $      | Dur (ext.)     | Nicole Melichar Ellen Perez | Anna Danilina Aleksandra Krunić | 7-5, 6-3          | Tableau        |
| 4  | 21-08-2023 | Tennis in the Land Cleveland                            | WTA 250        | 259 303 $      | Dur (ext.)     | Miyu Kato Aldila Sutjiadi   | Nicole Melichar Ellen Perez     | 6-4, 64-7, [10-8] | Tableau        |
| 5  | 18-08-2024 | Tennis in the Land powered by Rocket Mortgage Cleveland | WTA 250        | 267 082 $      | Dur (ext.)     | Cristina Bucșa Xu Yifan     | Shuko Aoyama Eri Hozumi         | 3-6, 6-3, [10-6]  | Tableau        |

## Palmarès messieurs

### Simple
| No | Date       | Nom et lieu du tournoi                       | Catégorie      | Dotation       | Surface         | Vainqueur         | Finaliste          | Score                   |                |
| -- | ---------- | -------------------------------------------- | -------------- | -------------- | --------------- | ----------------- | ------------------ | ----------------------- | -------------- |
| 1  | 14-08-1972 | Cleveland WCT, Cleveland                     |                | NC $           | Dur (ext.)      | Mark Cox          | Ray Ruffels        | 6-3, 4-6, 4-6, 6-3, 6-4 |                |
| 2  | 09-04-1973 | Cleveland WCT, Cleveland                     |                | 50 000 $       | Moquette (int.) | Ken Rosewall      | Roger Taylor       | 6-3, 6-4                |                |
|    | 1974-1975  | Pas de tournoi                               | Pas de tournoi | Pas de tournoi | Pas de tournoi  | Pas de tournoi    | Pas de tournoi     | Pas de tournoi          | Pas de tournoi |
| 3  | 26-01-1976 | National Tennis Foundation, Cleveland        |                | 15 000 $       | Moquette (int.) | Haroon Rahim      | Alex Metreveli     | 6-4, 6-4                |                |
|    | 1977       | Pas de tournoi                               | Pas de tournoi | Pas de tournoi | Pas de tournoi  | Pas de tournoi    | Pas de tournoi     | Pas de tournoi          | Pas de tournoi |
| 4  | 21-08-1978 | International Open, Cleveland                | Grand Prix     | 50 000 $       | Dur (ext.)      | Peter Feigl       | Van Winitsky       | 4-6, 6-3, 6-3           |                |
| 5  | 13-08-1979 | Gray International, Cleveland                | Grand Prix     | 50 000 $       | Dur (ext.)      | Stan Smith        | Ilie Năstase       | 7-6, 7-5                |                |
| 6  | 11-08-1980 | Western Open, Cleveland                      | Grand Prix     | 75 000 $       | Dur (ext.)      | Gene Mayer        | Victor Amaya       | 6-2, 6-1                |                |
| 7  | 10-08-1981 | Western Open, Cleveland                      | Grand Prix     | 75 000 $       | Dur (ext.)      | Gene Mayer        | Dave Siegler       | 6-1, 6-4                |                |
| 8  | 09-08-1982 | Fazio's Tennis Classic, Cleveland            | Grand Prix     | 75 000 $       | Dur (ext.)      | Sandy Mayer       | Robert Van't Hof   | 7-5, 6-3                |                |
| 9  | 08-08-1983 | Fazio's Tennis Classic, Cleveland            | Grand Prix     | 25 000 $       | Dur (ext.)      | Marty Davis       | Matt Mitchell      | 6-3, 6-2                |                |
| 10 | 06-08-1984 | Society Bank Western Open Champ's, Cleveland | Grand Prix     | 75 000 $       | Dur (ext.)      | Terry Moor        | Marty Davis        | 3-6, 7-6, 6-2           |                |
| 11 | 12-08-1985 | Society Bank Tennis Classic, Cleveland       | Grand Prix     | 80 000 $       | Dur (ext.)      | Brad Gilbert      | Brad Drewett       | 6-3, 6-2                |                |
|    | 1986-2018  | Pas de tournoi                               | Pas de tournoi | Pas de tournoi | Pas de tournoi  | Pas de tournoi    | Pas de tournoi     | Pas de tournoi          | Pas de tournoi |
| 12 | 28-01-2019 | Cleveland Open, Cleveland                    | Challenger     | 81 240 $       | Dur (int.)      | Maxime Cressy     | Mikael Torpegaard  | 64-7, 7-66, 6-3         |                |
| 13 | 10-02-2020 | Cleveland Open, Cleveland                    | Challenger     | 54 160 $       | Dur (int.)      | Mikael Torpegaard | Yosuke Watanuki    | 6-3, 1-6, 6-1           |                |
| 14 | 20-03-2021 | Cleveland Open, Cleveland                    | Challenger     | 52 080 $       | Dur (int.)      | Bjorn Fratangelo  | Jenson Brooksby    | 7-5, 6-4                |                |
| 15 | 31-01-2022 | Cleveland Open, Cleveland                    | Challenger     | 53 120 $       | Dur (int.)      | Dominic Stricker  | Yoshihito Nishioka | 7-5, 6-1                |                |

### Double
| No | Date       | Nom et lieu du tournoi                       | Catégorie      | Dotation       | Surface         | Vainqueurs                       | Finalistes                        | Score             |                |
| -- | ---------- | -------------------------------------------- | -------------- | -------------- | --------------- | -------------------------------- | --------------------------------- | ----------------- | -------------- |
| 1  | 14-08-1972 | Cleveland WCT, Cleveland                     |                | NC $           | Dur (ext.)      | Cliff Drysdale Roger Taylor      | Frank Froehling Charlie Pasarell  | 7-6, 6-3          |                |
| 2  | 09-04-1973 | Cleveland WCT, Cleveland                     |                | 50 000 $       | Moquette (int.) | Ken Rosewall Fred Stolle         | Ismail El Shafei Brian Fairlie    | 6-2, 6-3          |                |
|    | 1974-1977  | Pas de tournoi                               | Pas de tournoi | Pas de tournoi | Pas de tournoi  | Pas de tournoi                   | Pas de tournoi                    | Pas de tournoi    | Pas de tournoi |
| 3  | 21-08-1978 | International Open, Cleveland                | Grand Prix     | 50 000 $       | Dur (ext.)      | Dick Stockton Erik van Dillen    | Rick Fisher Bruce Manson          | 6-1, 6-4          |                |
| 4  | 13-08-1979 | Gray International, Cleveland                | Grand Prix     | 50 000 $       | Dur (ext.)      | Robert Lutz Stan Smith           | Francisco González Fred McNair    | 6-3, 6-4          |                |
| 5  | 11-08-1980 | Western Open, Cleveland                      | Grand Prix     | 75 000 $       | Dur (ext.)      | Victor Amaya Gene Mayer          | Fred McNair Sashi Menon           | 6-4, 6-2          |                |
| 6  | 10-08-1981 | Western Open, Cleveland                      | Grand Prix     | 75 000 $       | Dur (ext.)      | Erik van Dillen Van Winitsky     | Syd Ball Ross Case                | 6-4, 5-7, 7-5     |                |
| 7  | 09-08-1982 | Fazio's Tennis Classic, Cleveland            | Grand Prix     | 75 000 $       | Dur (ext.)      | Victor Amaya Hank Pfister        | Matt Mitchell Craig Wittus        | 6-4, 7-6          |                |
| 8  | 08-08-1983 | Fazio's Tennis Classic, Cleveland            | Grand Prix     | 25 000 $       | Dur (ext.)      | Mike Myburg Christo van Rensburg | Francisco González Matt Mitchell  | 7-6, 7-5          |                |
| 9  | 06-08-1984 | Society Bank Western Open Champ's, Cleveland | Grand Prix     | 75 000 $       | Dur (ext.)      | Francisco González Matt Mitchell | Marty Davis Chris Dunk            | 7-6, 7-5          |                |
| 10 | 12-08-1985 | Society Bank Tennis Classic, Cleveland       | Grand Prix     | 80 000 $       | Dur (ext.)      | Leo Palin Olli Rahnasto          | Hank Pfister Ben Testerman        | 6-3, 6-7, 7-6     |                |
|    | 1986-2018  | Pas de tournoi                               | Pas de tournoi | Pas de tournoi | Pas de tournoi  | Pas de tournoi                   | Pas de tournoi                    | Pas de tournoi    | Pas de tournoi |
| 11 | 28-01-2019 | Cleveland Open, Cleveland                    | Challenger     | 81 240 $       | Dur (int.)      | Romain Arneodo Andrei Vasilevski | Robert Galloway Nathaniel Lammons | 6-4, 7-64         |                |
| 12 | 10-02-2020 | Cleveland Open, Cleveland                    | Challenger     | 54 160 $       | Dur (int.)      | Treat Huey Nathaniel Lammons     | Luke Saville John-Patrick Smith   | 7-5, 6-2          |                |
| 13 | 15-03-2021 | Cleveland Open, Cleveland                    | Challenger     | 52 080 $       | Dur (int.)      | Robert Galloway Alex Lawson      | Evan King Hunter Reese            | 7-5, 65-7, [11-9] |                |
| 14 | 31-01-2022 | Cleveland Open, Cleveland                    | Challenger     | 53 120 $       | Dur (int.)      | William Blumberg Max Schnur      | Robert Galloway Jackson Withrow   | 6-3, 7-64         |                |